# Richard A. Muller
Pour les articles homonymes, voir Muller et Richard Muller (homonymie).
Richard A. Muller, né le 6 janvier 1944, est un physicien américain et professeur de physique à l'Université de Californie à Berkeley. Il est également chercheur principal à la faculté du Lawrence Berkeley National Laboratory. Début de 2010, Muller et sa fille Elizabeth ont fondé le groupe Berkeley Earth, un organisme à but non lucratif indépendant visant à répondre à certaines des principales préoccupations des sceptiques du changement climatique, en particulier les mesures de la température de surface mondiale.

## Carrière
Muller, qui a grandi au sud du Bronx, a fréquenté les écoles publiques de New York, notamment PS 65 (sur la 141e rue), Junior High School 22 (sur la 167e rue) et la Bronx High School of Science[réf. nécessaire]. Muller a obtenu un diplôme AB à Columbia University (New York) et un diplôme de doctorat en physique de l'Université de Californie, Berkeley. Muller a commencé sa carrière en tant qu'étudiant diplômé auprès du lauréat du prix Nobel Luis Alvarez, effectuant des expériences de physique des particules et travaillant avec des chambres à bulles. Au cours de ses premières années, il a également contribué à la mise au point de la spectrométrie de masse des accélérateurs et a effectué certaines des premières mesures d'anisotropie dans le fond diffus cosmologique.
Par la suite, Muller s'est intéressé à d'autres domaines de la science, et en particulier les sciences de la Terre. Son travail a consisté à tenter de comprendre les périodes glaciaires, la dynamique à la frontière noyau-manteau, les modes d'extinction et la biodiversité à travers le temps, et les processus associés à la cratérisation par impact. L'une de ses propositions les plus connues est l'hypothèse de Némésis suggérant que le Soleil pourrait avoir une étoile naine compagnon, non encore détectée, dont les perturbations du nuage d'Oort et les effets ultérieurs sur le flux des comètes entrant dans le système solaire intérieur pourraient expliquer une apparente périodicité des événements d'extinction de 26 millions d'années.
En mars 2011, il a déclaré devant le Comité des sciences, de l'espace et de la technologie de la Chambre des représentants des Etats-Unis que les données préliminaires confirmaient une tendance globale au réchauffement climatique. Le 28 juillet 2012, il a déclaré : "Les humains en sont presque entièrement la cause".
Avec Carl Pennypacker, Muller a commencé la recherche de supernovae en temps réel de Berkeley, qui est devenue la recherche automatisée de supernovae de Berkeley. Il est ensuite devenu le Supernova Cosmology Project, qui a découvert l'expansion accélérée de l'Univers, pour laquelle l'étudiant diplômé de Muller, Saul Perlmutter, a partagé le prix Nobel de physique 2011 avec Brian P. Schmidt et Adam Riess.

## Positions et reconnaissance

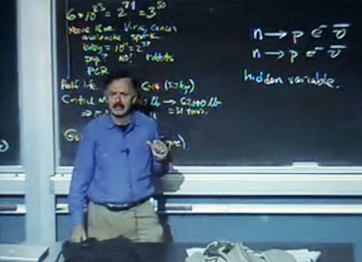
Muller expliquant l'antimatière en 2005.

Dans les années 1980, Muller a rejoint le groupe consultatif JASON, qui rassemble d'éminents scientifiques en tant que consultants pour le département de la Défense des États-Unis.
Il a été nommé membre de la Fondation MacArthur en 1982. Il a également reçu le prix Alan T. Waterman en 1978 de la National Science Foundation "pour des recherches très originales et innovantes qui ont conduit à d'importantes découvertes et inventions dans divers domaines de la physique, notamment l'astrophysique, la datation aux radioisotopes et l'optique".
Muller est fondateur et membre du conseil d'administration du projet Berkeley Earth Surface Temperature ("BEST"), qui a publié une analyse indépendante des enregistrements de la température de surface de la Terre.
En 1999, il a reçu un prix d'enseignement distingué de l'UC Berkeley. Sa série de conférences "Physics for Future Presidents", dans laquelle Muller enseigne un résumé de la physique qualitative moderne (c'est-à-dire sans recourir à des mathématiques compliquées), a été publiée publiquement sur YouTube par UC Berkeley et a été publiée sous forme de livre. Il a été l'un des cours les plus appréciés à Berkeley. En décembre 2009, Muller a officiellement pris sa retraite de l'enseignement, bien qu'il donne encore occasionnellement des conférences.
En 2015, le Dr Muller a reçu le prix révolutionnaire en physique fondamentale pour le projet Supernova Cosmology.
Pendant plusieurs années, il a été chroniqueur mensuel au Technology Review du MIT. Dans sa chronique d'août 2003 sur la machine polygraphique utilisée dans les examens de détection de mensonges, Muller a affirmé que "la procédure polygraphique a une précision comprise entre 80 et 95 pour cent". L'Académie nationale des sciences a constaté qu'il y avait "peu de raisons de penser qu'un test polygraphique pourrait avoir une précision extrêmement élevée". Cela ne contredit pas la colonne de Muller, car le NAS ne considère pas 80 à 95% comme extrêmement élevé. [réf. nécessaire]   Dans sa chronique d'avril 2002 sur les attaques à l'anthrax, Muller a affirmé "Je pense qu'il est probable que les terroristes de l'anthrax travaillaient pour Oussama ben Laden et avaient l'intention de tuer des milliers de personnes."

## Changement climatique

### Graphique en crosse de hockey
Après la controverse de Soon et Baliunas qui a conduit au rejet du document comme défectueux et à la démission des rédacteurs en chef de la revue, Muller a écrit dans sa chronique Technology Review du 17 décembre 2003 que, même si les papiers pauvres n'étaient pas rares, Soon et Baliunas avaient attiré une attention inhabituelle pour leur représentation d'une période chaude médiévale importante contrairement à la reconstruction de Mann, Bradley et Hughes (MBH99) du record de température des 1000 dernières années. Cette reconstruction, surnommée le graphique en crosse de hockey, figurait en bonne place dans le troisième rapport d'évaluation du GIEC et différait considérablement du diagramme schématique présenté dans le premier rapport d'évaluation du GIEC. Muller a donné son avis sur la controverse qui a suivi. Il a noté le document d'octobre 2003 de Stephen McIntyre et Ross McKitrick publié dans Energy and Environment, qui alléguait que la correction des erreurs dans MBH99 montrerait une forte période de chaleur médiévale, et a déclaré que ce document soulevait des questions pertinentes. « McIntyre et McKitrick ont obtenu une partie du programme utilisé par Mann et ont trouvé de graves problèmes. Non seulement le programme n'utilise pas la méthodologie PCA conventionnelle, mais il gère la normalisation des données d'une manière qui ne peut être décrite que comme erronée.
Maintenant vient le vrai choc. Cette procédure de normalisation incorrecte a tendance à mettre l'accent sur toutes les données qui ont la forme d'une crosse de hockey et à supprimer toutes les données qui n'en ont pas. Pour démontrer cet effet, McIntyre et McKitrick ont créé des données de test sans signification qui n'avaient, en moyenne, aucune tendance. Cette méthode de génération de données aléatoires est appelée analyse "Monte Carlo", du célèbre casino, et elle est largement utilisée en analyse statistique pour tester les procédures. Lorsque McIntyre et McKitrick ont introduit ces données aléatoires dans la procédure Mann, une forme de crosse de hockey est apparue !
Cette découverte m'a frappé comme une bombe, et je soupçonne qu'elle a le même effet sur beaucoup d'autres. Soudain, la crosse de hockey, l'enfant-affiche de la communauté du réchauffement climatique, se révèle être un artefact de mauvaises mathématiques. Comment cela a-t-il pu arriver? »  Il a ajouté : "Si vous êtes préoccupé par le réchauffement climatique (comme moi) et pensez que le dioxyde de carbone créé par l'homme peut contribuer (comme moi), alors vous devriez toujours convenir que nous sommes beaucoup mieux d'avoir brisé la crosse de hockey. La désinformation peut faire du tort, car elle déforme les prévisions. " Dans un article sur le blog RealClimate sur divers mythes concernant le graphique, Mann a mentionné l'article de Muller comme perroquetant les affirmations de McIntyre et McKitrick. L'article d'opinion de Muller dans le journal réputé du MIT a contribué à répandre l'idée que la forme de crosse de hockey était un artefact statistique, mais plusieurs études examinées par des pairs ont montré que la méthodologie PCA avait peu d'effet sur la forme du graphique. En 2006, la conclusion du graphique était généralement acceptée : le réchauffement récent était sans précédent depuis 1 000 ans.

### Le projet Berkeley Earth Surface Temperature
En octobre 2011, Muller a écrit dans un éditorial du Wall Street Journal, à propos de son travail avec le projet Berkeley Earth Surface Temperature : « Lorsque nous avons commencé notre étude, nous pensions que les sceptiques avaient soulevé des questions légitimes et nous ne savions pas ce que nous allions trouver. Nos résultats se sont avérés proches de ceux publiés par les groupes précédents. Nous pensons que cela signifie que ces groupes ont vraiment été très prudents dans leur travail, malgré leur incapacité à en convaincre certains sceptiques. Ils ont réussi à éviter les biais dans la sélection des données, l'homogénéisation et d'autres corrections.
Le réchauffement climatique est réel. Nos résultats aideront peut-être à refroidir cette partie du débat sur le climat. Quelle proportion du réchauffement est due aux humains et quels en seront les effets probables ? Nous n'avons fait aucune évaluation indépendante de cela. »
Bien que le projet BEST n'ait pas fouillé dans les ensembles de données proxy utilisés dans la «crosse de hockey», l'importance du travail concernant le relevé de température moderne est expliquée sur le site Web de BEST: « Les données existantes utilisées pour montrer le réchauffement climatique ont suscité de nombreuses critiques. Le projet Berkeley Earth tente de résoudre la critique actuelle des anciennes analyses de température en mettant à disposition un enregistrement ouvert pour permettre une réponse rapide à d'autres critiques et suggestions. Nos résultats comprennent notre meilleure estimation de la variation de la température mondiale et nos estimations des incertitudes dans le dossier. »  Le 28 juillet 2012, il a déclaré: «[Le] réchauffement global [est] réel.... Les humains en sont presque entièrement la cause."
Le magazine américain Foreign Policy a nommé Muller l'un de ses 100 meilleurs penseurs mondiaux en 2012 "pour avoir été capable de changer d'avis".

### Tendances de l'activité des tornades
En novembre 2013, Muller a écrit un éditorial dans le New York Times faisant valoir que l'activité des tornades forte à violente avait diminué depuis les années 1950 et suggérant que le réchauffement climatique en était la cause. Les scientifiques de l'atmosphère, Paul Markowski, Harold E. Brooks et al., ont répondu que Muller avait fait des défauts méthodologiques importants et ignorait les découvertes établies de longue date dans la météorologie des orages violents. Ils soutiennent qu'il n'y a pas de diminution perceptible de l'activité significative des tornades et que l'attribution de l'activité tornadique au réchauffement climatique est prématurée bien que des changements, en particulier de caractère régional, soient probables à mesure que l'environnement atmosphérique change.

## Gaz de schiste et fracturation hydraulique
Dans un rapport pour le Center for Policy Studies, Muller (et Elizabeth Muller, de Berkeley Earth, sa fille) ont écrit que les avantages du gaz de schiste, éliminant la pollution atmosphérique nocive du charbon, dépassent de loin les coûts environnementaux de la fracturation hydraulique. Selon les Muller, la pollution de l'air, principalement due à la combustion du charbon, tue plus de trois millions de personnes chaque année, en premier lieu dans les pays en développement. Ils déclarent que "les écologistes qui s'opposent au développement du gaz de schiste et de la fracturation font une erreur tragique".

## Autres contributions

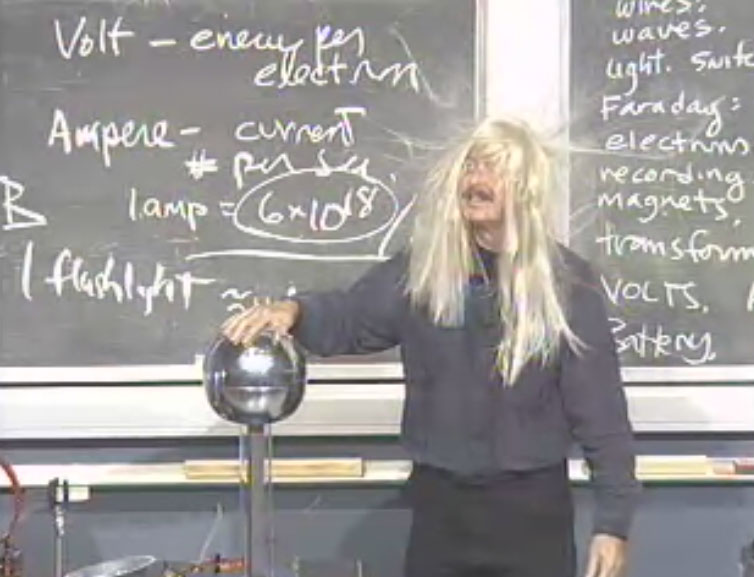
Muller présente un générateur Van de Graaff.

Muller est président et scientifique en chef de Muller & Associates, un groupe de consultation international spécialisé dans les questions liées à l'énergie.
Muller est directeur de la technologie de SoliDDD Corp., qui utilise les équations fondamentales de la physique et de l'optique, ainsi que des méthodes de conception optique avancées, pour fournir des images 3D réalistes améliorées.

## Livres publiés
- Nemesis: l'étoile de la mort (Weidenfeld & Nicolson, 1988)  (ISBN 0-7493-0465-0)
- The Three Big Bangs: Comet Crashes, Exploding Stars, and the Creation of the Universe (avec le co-auteur Phil Dauber, Addison-Wesley 1996)  (ISBN 0-201-15495-1)
- Âge des glaces et causes astronomiques: données, analyse spectrale et mécanismes (avec le co-auteur Gordon JF MacDonald, 2002)  (ISBN 3-540-43779-7)
- Les péchés de Jésus (un roman historique, Auravision Publishing 1999)  (ISBN 0-9672765-1-9)
- Physique pour les futurs présidents (WW Norton, 2008)  (ISBN 978-0-393-33711-2)
- The Instant Physicist: An Illustrated Guide (WW Norton, 2010)  (ISBN 978-0-393-07826-8)
- Physique et technologie pour les futurs présidents: une introduction à la physique essentielle que tout leader mondial doit savoir (Princeton University Press, avril 2010)  (ISBN 978-0-691-13504-5)
- L'énergie pour les futurs présidents: la science derrière les gros titres (WW Norton, 2012)  (ISBN 978-0-393-34510-0)
- Maintenant: La physique du temps (WW Norton, 2016)  (ISBN 978-0-393-28523-9)

## Voir également
- Controverse sur le réchauffement climatique